# ورنر آربر
ورنر آربر (به آلمانی: Werner Arber) متولد ۱۹۲۹ گرنیشن) میکروبیولوژیست و ژنتیکدان سوییسی است. او به همراه دو پژوهشگر امریکایی جایزه نوبل فیزیولوژی و پزشکی برای کشف اندونوکلئازهای محدودکننده را برد. او رئیس آکادمی کاتولیک علوم است.